# Andrea Memmo

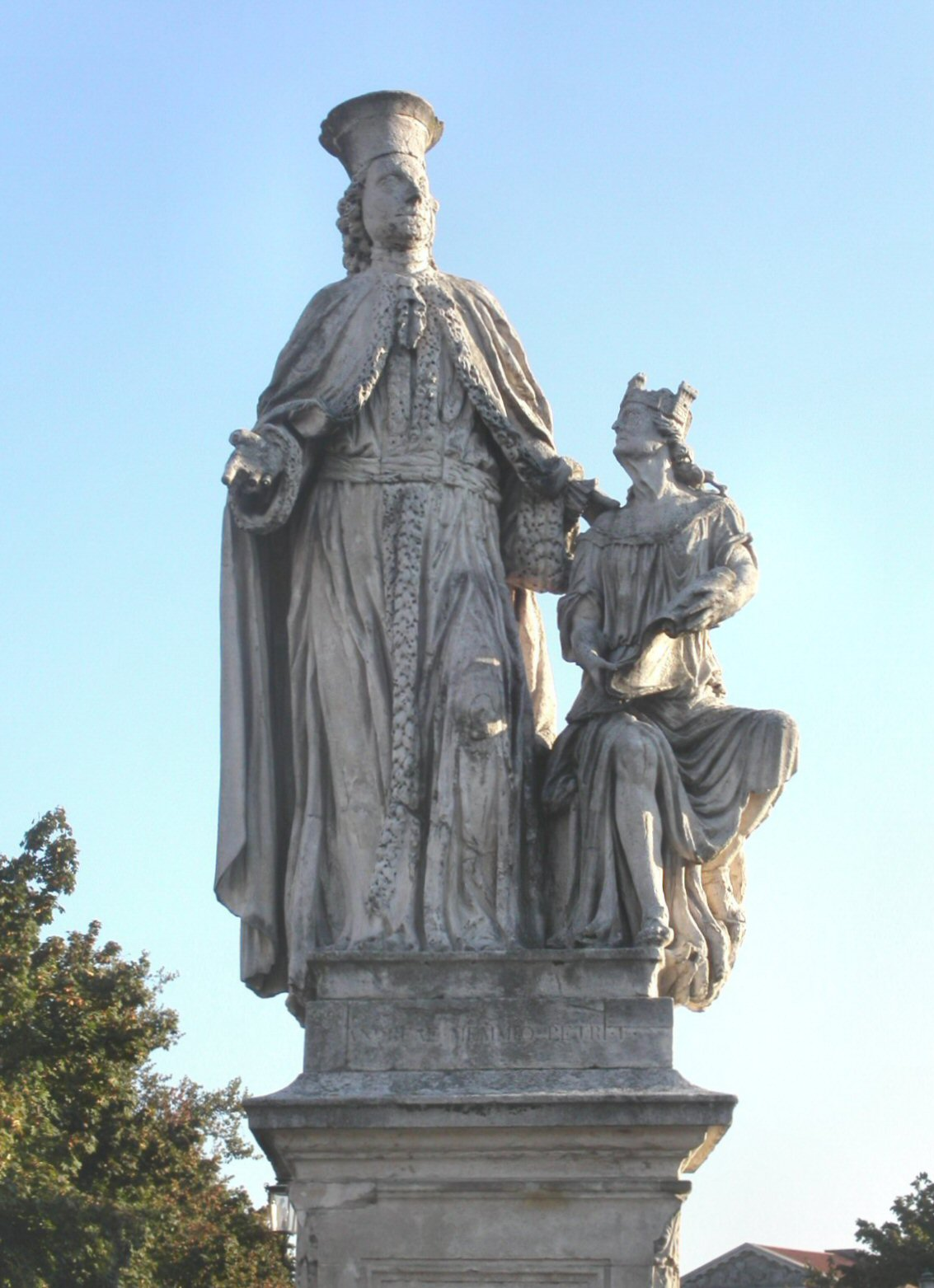
Estatua de Andrea Memmo en Prato della Valle en Padua.

Andrea Memmo (29 de marzo de 1729 - 27 de enero de 1793) fue un político, diplomático y literato italiano.

## Biografía
Andrea Memmo nació en Venecia en 1729, de padres Pietro y Lucia Pisani en el seno de una de las doce familias más importantes de la República. 
Fue embajador de la República de Venecia en Roma y en Constantinopla así como procurador de San Marcos en 1785. Trató de ser elegido como dogo tras la muerte de Paolo Renier en febrero de 1785 pero fue vencido por Ludovico Manin que pertenecía al partido conservador y además fue el último Dogo de Venecia, antes de las conquistas napoleónicas. Su carrera política le acarreó enormes deudas.
Fue, al igual que sus hermanos Bernardo y Lorenzo, un gran apasionado de las nuevas corrientes ideológicas, tanto en arte como en política. Apoyó la reforma del teatro llevada a cabo por Carlo Goldoni, quien le dedicó la obra L'uomo di mondo en 1750. Fue también un gran amigo de Giacomo Casanova así como de Giustiniana Wynne, de quien queda interesante correspondencia.
Fue además, un fervoroso discípulo del padre franciscano Carlo Lodoli, del cual ayudó a difundir sus ideas junto a Francesco Algarotti. Escribió, ya muerto Lodoli, Elementi d'archittetura Lodoliana, ossia l'arte del fabbricare con soliditá scientifica e con eleganza non capricciosa en 1786. Al contrario de Algarotti, Memmo estaba completamente de acuerdo con su maestro, quien desdeñaba la arquitectura academicista y dudaba de la autoridad de Vitrubio como tratadista.
Dirigió la rehabilitación del Prato della Valle en Padua basándose en los principios de su maestro. Tras su muerte en 1793, fue enterrado en la iglesia de Santa María dei Servi y posteriormente sus restos fueron trasladados a la iglesia de San Marcuola, cerca de su palacio familiar.

## Obras
- Elementi di architettura Lodoliana, ossia l'arte di fabbricare con solidità scientifica e con eleganza non capricciosa. Roma 1786.
- Apologhi, immaginati, e sol. estemporaneamente in voce esposti agli amici suoi dal fu Frà Carlo de' Conti Lodoli...., Bassano 1787
- La luna di agosto. Apologo postumo del P.Lodoli ...Dagli Elisj, l'anno dell'era di Proserpina 9999 M.V. (Bassano 1787), escrito junto a Melchiorre Cesarotti